# Lávka v Čelákovicích
Lávka pro pěší a cyklisty v Čelákovicích spojuje město s osadou Grado na pravém břehu Labe. Nachází se na říčním kilometru 872,7 Evropské kilometráže (s nulou při ústí Labe do Severního moře), resp. na říčním kilometru 35,4 podle staré kilometráže. Lávka s rozpětím hlavního pole 156 m výškou ocelových pylonů 37 m byla postavena z  ultravysokopevnostního betonu (UHPC) v letech 2012–2014 firmou Metrostav, projektant firma Pontex, s.r.o.  Byla postavena jako náhrada za v roce 2013 uzavřenou jezovou lávku na zdymadle Čelákovice.

## Popis
Segmentová mostovka je zavěšena mezi dvěma štíhlými ocelovými pylony ve tvaru A vysokými 37 m. Jednotlivé segmenty mostovky byly vyrobené z UHPC s rozptýlenou výztuží a s uspořádáním polí 43+153+43 m. Most je založen na velkoprůměrových pilotách, na nichž byly umístěny základové bloky. Do bloků byly vetknuty ocelové pylony vyrobené v společností Metrostav. Uzavřené lanové závěsy mají silnou galvanickou protikorozní ochranu. Protiváhu tahovým reakcím lávky zabezpečují pobřežní železobetonové opěry založené na velkoprůměrových pilotách. Na obou stranách lávky je ocelové zábradlí vysoké 1,3 m se svítidly zabudovanými do sloupků zábradlí. Nášlapný povrch mostovky byl opatřen stříkanou izolační vrstvou.
Segmenty o délce 11,3 m byly vyráběny ve výrobní lince firmy SMP CZ v Brandýse nad Labem. Jeden segment byl vybetonován na dva postupy o délce 5,65 m, které byly spojeny betonářskou výztuží. Na jeden postup bylo zapotřebí 3,8 m³ UHPC, který byl připravován dopravován dvěma autodomíchavači z betonárky TBG METROSTAV v Praze-Tróji. Celkem bylo spotřebováno 190 m³ betonu. Betonáž probíhala v cyklu dvou dní. Hotový segment byl dopraven lodí na místo uložení. Segmenty hlavního pole se zvedaly přímo z lodi pomocí speciálního vozíku.
Lávka byly dána do užívání v dubnu 2014 a slavnostně otevřená 21. června 2014 a počítá se s průjezdem vozidel záchranné služby o hmotnosti do 3,5 t.

## Technická data
| šířka lávky                 | 3,576            |
| šířka mostovky              | 2,931            |
| výška nadzemní části pylonu | 36,932           |
| celková délka lávky         | 242              |
| délka hlavního pole         | 156              |
| délka bočních polí          | 43               |
| průřez pylonu               | 0,700            |
| rozteč u paty pylonu        | 6,684            |
| délka pilot                 | 10,5–13,8        |
| celkové náklady             | 40,98 miliónů Kč |
| zdroj                       |                  |